# ヨハネス・ヴァルター
ヨハネス・ヴァルター（Johannes Walter, 1937年5月22日 - ）は、ドイツ出身のフルート奏者。
ドレスデンの生まれ。カール・マリア・フォン・ウェーバー音楽大学でフルートを専攻し、1958年にドレスデン・シュターツカペレにフルート奏者として採用された。1960年にはドレスデン・フィルハーモニー管弦楽団の首席フルート奏者となったが、1963年に古巣のドレスデン・シュターツカペレの首席フルート奏者に舞い戻り、2003年に退職するまで、その座にあった。